# 世界の約束
「世界の約束」（せかいのやくそく）は、2004年10月27日に発売された倍賞千恵子のシングル。

## 解説
- もともとは作曲者である木村弓が自身のアルバム『流星』（2003年11月21日発売）のために谷川俊太郎に作詞を依頼して作られたものだった。これを宮崎駿により、スタジオジブリ制作映画『ハウルの動く城』の主題歌として選ばれ、音楽を担当した久石譲が編曲し、ソフィー役として出演した倍賞がカバーした。カップリングにはメインテーマ「人生のメリーゴーランド」が収録されている。

## 収録曲
1. 世界の約束 [4:22]
作詞：谷川俊太郎／作曲：木村弓／編曲：久石譲
2. 人生のメリーゴーランド (インストゥルメンタル) [3:30]
作曲・編曲：久石譲
3. 世界の約束 (オリジナルカラオケ) [4:19]

## 収録アルバム
- オムニバス『スタジオジブリの歌』（2008年11月26日発売）

## カバー
- タンポポ児童合唱団 - 2005年3月2日発売のV.Aアルバム『ミッフィー こどもヒットソング』に収録。
- 神崎ゆう子 - 2006年8月18日発売のV.Aアルバム『ジブリといっしょ』に収録。
- 井上あずみ - 2010年5月12日発売のアルバム『ジブリ名曲セレクション Dear GHIBLI』に収録。
- 今井ゆうぞう - 2012年1月14日発売のアルバム『W.A.L.K.』に収録。
- Imaginary Flying Machines - 2012年3月14日発売のアルバム『Princess Ghibli II』に収録。
- 陸上自衛隊中部方面音楽隊、鶫真衣 - 2018年6月27日発売のアルバム『いのちの音』に収録。
- 朝倉さや - 2019年8月21日発売のアルバム『大人になるってわるくない〜わだすのジブリ〜』に収録。
- 堀江美都子 - 2020年2月12日発売のアルバム『One Voice』に収録[1]。
- 三宅由佳莉 (海上自衛隊東京音楽隊所属) - 2023年8月30日発売のアルバム『Departure〜新たな船出』に収録。